# Jean Barriol
Pour les articles homonymes, voir Barriol.
Jean Barriol, né le 2 janvier 1909 à Saint-Martin-des-Besaces et mort le 3 décembre 1989 à Vandœuvre-lès-Nancy, est un chimiste français.

## Biographie
Jean Barriol naît le 2 janvier 1909 à Saint-Martin-des-Besaces. 
Jean Barriol entre à l'École normale supérieure de la rue d'Ulm en 1928 où il prépare l'agrégation de physique-chimie qu'il obtient en 1932. De 1932 à 1939, il est professeur au lycée de Chaumont, de Nancy, de Metz, puis de Buffon.
Mobilisé comme lieutenant dans l'artillerie en 1939, il est fait prisonnier en 1940 et passera cinq ans dans plusieurs Oflag. Pendant sa période de captivité, il approfondit ses connaissances en physique quantique et dans la théorie mathématique des groupes grâce aux livres qui lui furent envoyés par ses camarades normaliens. À l'issue de cette période, il présente le résultat de ses recherches dans une thèse intitulée Applications de la théorie des groupes aux vibrations moléculaires et cristallines.
De retour de captivité en 1945, il part enseigner en classe de mathématiques supérieures au lycée Buffon à Paris. En 1947, il est appelé à la faculté des sciences de Nancy comme maître de conférences (professeur). Il devient titulaire de la chaire nouvellement créée de chimie théorique, poste qu'il occupera jusqu'à sa retraite en 1974.
De 1948 à 1950 il aura également la charge de Rector Magnificus de l'université de la Sarre à Sarrebruck, alors administré par la France.
À l'université de Nancy, la chaire de chimie théorique a constitué le noyau de la maîtrise de chimie physique. De cette expérience d'enseignement, Jean Barriol a tiré des ouvrages de références comme son Traité de mécanique quantique, préfacé par Louis de Broglie, paru dès 1952 et dont les rééditions successives connaissent le succès. D'autres ouvrages comme Elements of quantum mechanisms with chemical applications ou Espectrocopie dela molecula ou le dernier Éléments de mécanique statistique des systèmes en interaction fortes témoignent du rôle joué par Jean Barriol dans le développement en France et en Europe de la chimie théorique et de ses applications en chimie.
Il fonde à Nancy un laboratoire de recherche d'importance et qui est l'un des premiers à être associé au Centre national de la recherche scientifique. Dans sa recherche, Jean Barriol s'est beaucoup intéressé à des problèmes de chimie et a consacré une grande partie de son activité à l'étude des propriétés diélectriques des liquides et à une question théorique délicate : l'obtention de grandeurs relatives à une seule molécule à partir de données macroscopiques obtenues sur les liquides purs ou des solutions.
Il meurt le 3 décembre 1989 à Vandœuvre-lès-Nancy.

## Membre de sociétés savantes
- Associé correspondant de l’Académie des sciences résidant à Nancy le 5 mai 1978, membre titulaire le 20 novembre 1981, membre honoraire le 20 novembre 1987, secrétaire annuel en 1982-1983.

## Hommages
L'Institut de chimie et physique moléculaires et biomoléculaires de l'Université de Lorraine - CNRS est nommé Institut Jean Barriol (IJB).
L'IJB est une fédération de recherche CNRS FR2843, crée en 2004-2005 par les chimistes et physiciens de la molécule.
Il est fait officier de la Légion d'honneur[Quand ?] et commandeur dans l'ordre des Palmes académiques.

## Œuvres
- (préface de Louis de Broglie), Mécanique quantique, PUF , 1952
- (préface de Louis de Broglie), Éléments de mécanique quantique, Paris, Masson, 1966